# Caserne (militaire)
Pour les articles homonymes, voir Caserne.
Ne doit pas être confondu avec caserne de pompiers.
 (décembre 2010).

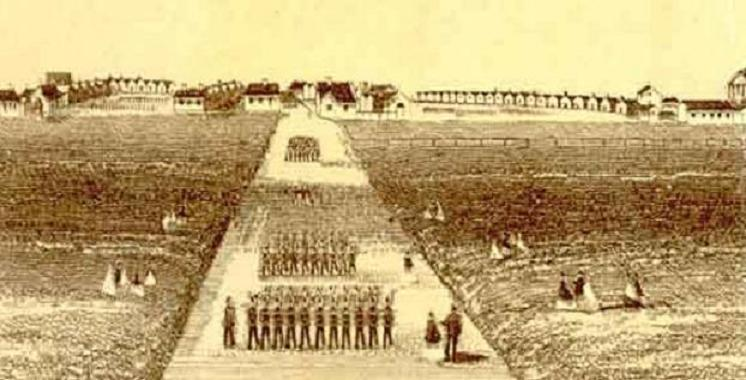
Caserne d'Aldershot en Angleterre (1866).

Une caserne est un bâtiment affecté plus particulièrement au logement des militaires. L'étymologie du mot provient de l'ancien provençal cazerna ou quazerna qui signifie « groupe de quatre personnes ». Le personnel en caserne y effectue un séjour pour raisons de service ou d'entraînement.

## En France
Jusqu'au milieu du XVIIe siècle, les soldats de l'Armée française logent la plupart du temps chez les habitants de leur ville de garnison. Progressivement, face aux difficultés qu'entraine ce système, les municipalités réservent pour les troupes un quartier de la ville avec un certain nombre de maisons pour les loger. On parle alors de « cantonner les troupes » ou « les mettre en quartiers ». Ce système étant toujours inadapté pour héberger un grand nombre de soldats. Les villes se mettent à transformer des granges et des bâtiments vides en casernes puis à construire finalement des bâtiments ayant pour finalité le logement des troupes.  
Les premières casernes ont été construites sous le règne de Louis XIV. Par règlement royal du 3 décembre 1691 on construisit des casernes pour abriter les Gardes-Françaises .
C'est vers 1820 que le territoire français aura assez de casernes pour loger l'ensemble des troupes.
Une caserne peut également être occupée par la gendarmerie ou par la police.

### Articles liés
- Garnison
- Billet de logement